# Sznycel ministerski
Sznycel ministerski – smażone danie mięsne, odmiana kotleta mielonego.
Sznycel ministerski przygotowuje się z mięsa mielonego, a od innych kotletów i sznycli wyróżnia go kształt prostokątny. Wykańcza się go poprzez panierowanie, dodając do bułki tartej małe paski grzanek grubości 2 mm, długości 1,5 cm, szerokości 0,5 cm.